# ایستگاه بعدی، روستای گرینویچ
ایستگاه بعدی، روستای گرینویچ (انگلیسی: Next Stop, Greenwich Village) فیلمی در ژانر کمدی رمانتیک و کمدی-درام به کارگردانی پل مازورسکی است که در سال ۱۹۷۶ منتشر شد.

## خلاصه فیلم
یک بازیگر یهودی بااستعداد خانه پدر و مادر خود در بروکلین را ترک می‌کند تا به زندگی رویای خود در روستای "گرینویچ" دست پیدا کند. او تلاش می‌کند تا با طبیعت مغرور مادر خود کنار آمده و رابطه‌اش با دوست دخترش را بهبود ببخشد...

## بازیگران
- لنی بیکر در نقش لری لاپینسکی
- شلی وینترز در نقش فی لاپینسکی
- الن گرین در نقش سارا
- لوئیس اسمیت در نقش آنیتا
- کریستوفر واکن در نقش روبرت
- آنتونیو فارگاس در نقش برنشتاین